# Thaumalea martinovskyi
Thaumalea martinovskyi är en tvåvingeart som beskrevs av Joost 1979. Thaumalea martinovskyi ingår i släktet Thaumalea och familjen mätarmyggor. Inga underarter finns listade i Catalogue of Life.